# عصر الحديد (رواية)
عصر الحديد (بالإنجليزية: Age of Iron)‏ هي رواية للكاتب الجنوب أفريقي الحائز على جائزة نوبل جي إم كوتزي، نشرت عام 1999، عن دار نشر سيكر آند واربرغ.

## روابط خارجية
- عصر الحديد (رواية) على موقع الموسوعة البريطانية (الإنجليزية)